# Brachymyzus jasmini
Brachymyzus jasmini är en insektsart. Brachymyzus jasmini ingår i släktet Brachymyzus och familjen långrörsbladlöss. Inga underarter finns listade i Catalogue of Life.